# Strahlentherapie und Onkologie
Strahlentherapie und Onkologie, abgekürzt Strahlenther. Onkol., ist eine wissenschaftliche Fachzeitschrift, die vom Springer-Verlag veröffentlicht wird. Derzeit erscheint die Zeitschrift mit zwölf Ausgaben im Jahr. Es werden Arbeiten zur Strahlentherapie auf Englisch oder Deutsch veröffentlicht.
Der Impact Factor lag im Jahr 2015 bei 2,898. Nach der Statistik des ISI Web of Knowledge wird das Journal mit diesem Impact Factor in der Kategorie Onkologie an 108. Stelle von 213 Zeitschriften und in der Kategorie Radiologie, Nuklearmedizin und medizinische Bildgebung an 28. Stelle von 125 Zeitschriften geführt.